# Kaludra (samhälle)
Kaludra är ett samhälle i Montenegro. Det ligger i den östra delen av landet. Kaludra ligger 892 meter över havet och antalet invånare är 240.
Terrängen runt Kaludra är huvudsakligen kuperad, men söderut är den bergig. Kaludra ligger nere i en dal. Närmaste större samhälle är Berane, 8,0 km nordväst om Kaludra. I omgivningarna runt Kaludra förekommer i huvudsak gräsmarker och blandskog.